# Treehouse of Horror XXVI
Treehouse of Horror XXVI (с англ. — «Домик ужасов на дереве 26») — пятый эпизод двадцать седьмого сезона мультсериала «Симпсоны». Посвящён Хеллоуину и, по традиции, состоит из трёх частей. Вышел в эфир 25 октября 2015 года в США на телеканале FOX.
В вечер показа имел самый высокий рейтинг, его посмотрела аудитория в 6,75 млн человек. Серия получила смешанные отзывы, была подвергнута критике за избыток насилия и отсутствие оригинальности.

## Сюжет

### Вступление
Вступление анимировал аниматор Джон Крисфалуси, создатель «Шоу Рена и Стимпи».
Барт, Лиза и Мэгги идут через кладбище, а вокруг них летают привидения. Из одной из могил восстаёт правитель этих мест — огромный 7-миметровый монстр. Он хватает Барта, достаёт его душу и пытается пережевать, а затем принимается за Лизу. В этот момент вмешивается Мэгги, дети вырываются и бегут домой. Дома над ними смеётся Гомер, потому что привидений не существует. Неожиданно монстр врывается в дом, вынимает душу Гомера и съедает. Мардж же объявляет зрителям, что настало время для мультиков.

### Wanted: Dead, Then Alive
Разыскивается мёртвым, затем живым. Барт устраивает тотализатор возле школы. Он кружит детей на качелях, принимая ставки на предмет того, кого на каком круге вырвет. Неожиданно он получает текстовое сообщение от Милхауса. Тот просит Барта срочно прийти в кабинет музыки, где учитель мистер Ларго застрял в арфе. Когда же Барт попадает на место, он находит там Сайдшоу Боба, играющего на скрипке. Боб объясняет, что это он заманил Барта сюда, чтобы наконец убить. Барт не верит, что это может произойти, и начинает дурачиться, тогда Боб достаёт гарпун и поражает того прямо в сердце. Мечта Боба осуществлена, через 24 года он наконец убил десятилетнего ребёнка. Боб помещает тело Барта у себя дома и как следует отмечает это событие. Поскольку цель достигнута, он решает заняться другими своими мечтами, например преподавать литературу в спрингфилдском университете. И тем не менее Сайдшоу Боб становится несчастным, поскольку ограниченность современных студентов его угнетает. Он хочет опять вернуться в то время, когда должен был убить Барта, ведь это придавало смысл его жизни. При помощи специальной машины он оживляет Барта и затем убивает снова и снова множеством различных способов: используя кувалду, пистолет, льва, каток, счёт за электричество и т. д. Лиза, вместе с Маленьким помощником Санты, находит тело Барта. Семейство Симпсонов врывается в подвал и реанимирует Барта. Боб, услышав, что в его дом вломились, звонит шефу Виггаму, который разрешает тому применять оружие против взломщиков в качестве самообороны. Гомер атакует Боба лампой, отрывая ему голову. Барт же оживляет голову Боба при помощи машины, а вместе с головой использует и части различных животных. В результате появляется странное существо с телом курицы… Далее Сайдшоу Боб продолжает преподавать в университете, но уже в своём новом виде.

### Homerzilla
Гомерзилла. Эпизод является пародией на фильмы о Годзилле. Сумасшедший старик в Спрингфилдской префектуре Японии каждый день отправляет на бумажном кораблике пончик в море. Он объясняет, что это нужно, чтобы задобрить древнее дремлющее на дне моря существо. Ему никто не верит и все считают дурачком. Внезапно старик умирает и никто из жителей не берётся продолжать исполнять его «ритуал». Морское чудовище Гомерзилла поднимается из воды, выходит на берег и начинает всё разрушать… Действие переносится в наше время, где голливудские продюсеры просматривают на видео этот старый фильм о Гомерзилле. Они приходят к выводу, что этот фильм настолько плох, что обязательно нужен ремейк. Они снимают этот ремейк под названием «Зилла», но он проваливается в прокате. Тогда кинопродюсеры решают собрать все бобины с этим фильмом, а также весь сопутствующий мерчендайз и затопить в океане. Контейнеры падают прямо на голову спящему на дне Гомерзилле, который пробуждается… Появляется титр гласящий, что Гомерзилла обязательно вернётся, но чуть позже, когда люди забудут о предыдущей части.

### Telepaths of Glory
Славные телепаты. Эпизод является пародией на фильм «Хроника», а концовка на мультфильм «Nekojiru-so». Барт, Лиза и Милхаус отправляются в поход в лес, чтобы изучать бабочек. Случайно Милхаус ударяется носом о камеру и падает в яму. Остальные дети следуют за ним, чтобы помочь. На дне ямы они обнаруживают склад ядерных отходов от Спрингфилдской АЭС. Бочки с радиацией взрываются и дети оказываются на поверхности. Когда они приходят в себя, то обнаруживают, что из-за радиации получили телекинетические суперспособности. Все, кроме Барта, поскольку его мозг недостаточно «мощный». Лиза предупреждает Милхауса, что пользоваться этими способностями нужно очень осторожно, иначе их заберут учёные для своих опытов. Лиза аккуратно использует свои новые умения, но Милхаус не может справиться с таким большим соблазном и начинает просто сходить с ума, пока его наконец не поражает молния. Поскольку Лиза утверждает, что эта молния не её рук дело, всем становится интересно, кто же это так может. Оказывается, что телекинетические способности есть и у Мэгги, поскольку вместо соски она использовала радиоактивный стержень. Мэгги начинает перестраивать город по своему желанию, а затем использует свои способности и на благо остального мира: дарит Владимиру Путину, который прогуливается на лошади с голым торсом, одежду, превращает Гомерзиллу в доброго плюшевого динозавра Барни, а французов делает вежливыми по отношению к туристам. Затем появляются Кэнг и Кодос, которые сетуют, что у них опять только эпизодическая роль.

## Производство
В сентябре 2015 года в интервью The Hollywood Reporter исполнительный продюсер Эл Джин рассказал, что в хеллоуиновской серии Сайдшоу Боб наконец убьёт Барта. Он отметил, что сам всегда был из тех, кто хотел, чтобы Хитрый койот съел Дорожного бегуна. Также он добавил, что Келси Грэммер (голос Сайдшоу Боба), когда узнал об этом воскликнул: «О, наконец-то!».

## Приём
Серия получила рейтинг 2.8, премьерный показ посмотрело в общей сложности 6,75 млн человек, что сделало этот эпизод самым популярным шоу на телеканале FOX в тот вечер.
Деннис Перкинс с сайта The A.V. Club поставил эпизоду B-, назвав его «середнячком», раскритиковав однообразие и отсутствие оригинальности. Также он заметил, что прошлая серия «Halloween of Horror», которая также была посвящена Хеллоуину, была лучше.
Джесси Шедин с сайта IGN поставила эпизоду 6.9 из 10, отметив возвращение Сайдшоу Боба, однако посетовала на отсутствие оригинальности в последней истории.